# 송화로 (인천)
송화로(松花路)는 인천광역시 중구에서 동구까지 이르는 인천광역시도로, 총 연장은 650m이다.

## 유래
송현동에서 화평동까지 연결하는 도로로, 동명을 조합하여 제명된 것에서 유래되었다.

## 노선 정보
- 총 연장 : 0.650 km
- 기점 : 인천광역시 중구 전동 1-3 (참외전로와 교차, 홍예문로와 직결)
- 종점 : 인천광역시 동구 송현동 66-24 (화수로와 교차)

## 지리

### 통과하는 지자체
- 중구
  - 전동
- 동구
  - 화평동 - 송현동[A]

### 접촉하는 도로
- 참외전로
- 홍예문로
- 화도진로
- 화수로

### 주변 시설
※ 주변 시설은 전부 동구 관할로 소재함.
- 송현동 삼두1차아파트
- 송현동 삼두2차아파트
- 인천송현초등학교
- 인천화평우체국
- 동인천치과의원

## 특이 사항
- 이 도로 밑에는 수도권제2순환고속도로가 지하 수십미터에 관통되어 있어, 이 주변에 가장 위험하게 느낀 송현동에 있는 삼두1차아파트의 붕괴 위험 요소가 매우 높아 보이게 되자, 이는 광주광역시 북구 중흥동에 있는 평화맨션[B]과 비슷한 위험성을 안길 정도로 드러난다.[1]
- 해당 도로의 중구 구간으로는 참외전로와 교차하고 있는 지점만 중구 구간이다.